# أحمد علمي عثمان
أحمد علمي عثمان كراش (بالصومالية: Axmed Cilmi Cismaan Karaash)‏ نائب رئيس بونتلاند السابق في الفترة ما بين 8 يناير 2019 و8 يناير 2024.

## النشأة
ولد أحمد كراش في مدينة تليح بمحافظة سول وينتمي إلى أسرة نالي أحمد المنحدرة من قبيلة محمود جراد، طلبهنتي، هارتي، دارود.

## مسيرته المهنية
في عام 2009، شغل عثمان منصب وزير الطيران في ولاية بونتلاند المتمتعة بالحكم الذاتي في شمال شرق الصومال. وساعد لاحقًا في تشكيل إدارة ولاية خاتومو، بصفته أحد "رؤسائها" الثلاثة.
وفي عام 2013، قدم عثمان نفسه كمرشح لمنصب نائب الرئيس في انتخابات بونتلاند 2014، التي جرت في 8 يناير 2014 في غاروي.[5] وأعلن فوز عبد الحكيم عبد الله حاج عمر في النهاية.
في عام 2019، انتخب عثمان نائبًا لرئيس بونتلاند تحت قيادة الرئيس المنتخب حديثًا سعيد دني.